# Kirsty Williams
Kirsty Williams (13 de enero de 1997) es una deportista de Australia que compite en atletismo. Ganó una medalla de plata en el Campeonato Mundial de Atletismo Sub-20 de 2016, en la prueba de lanzamiento de disco.